# Kyocera VP-210 Visual Phone

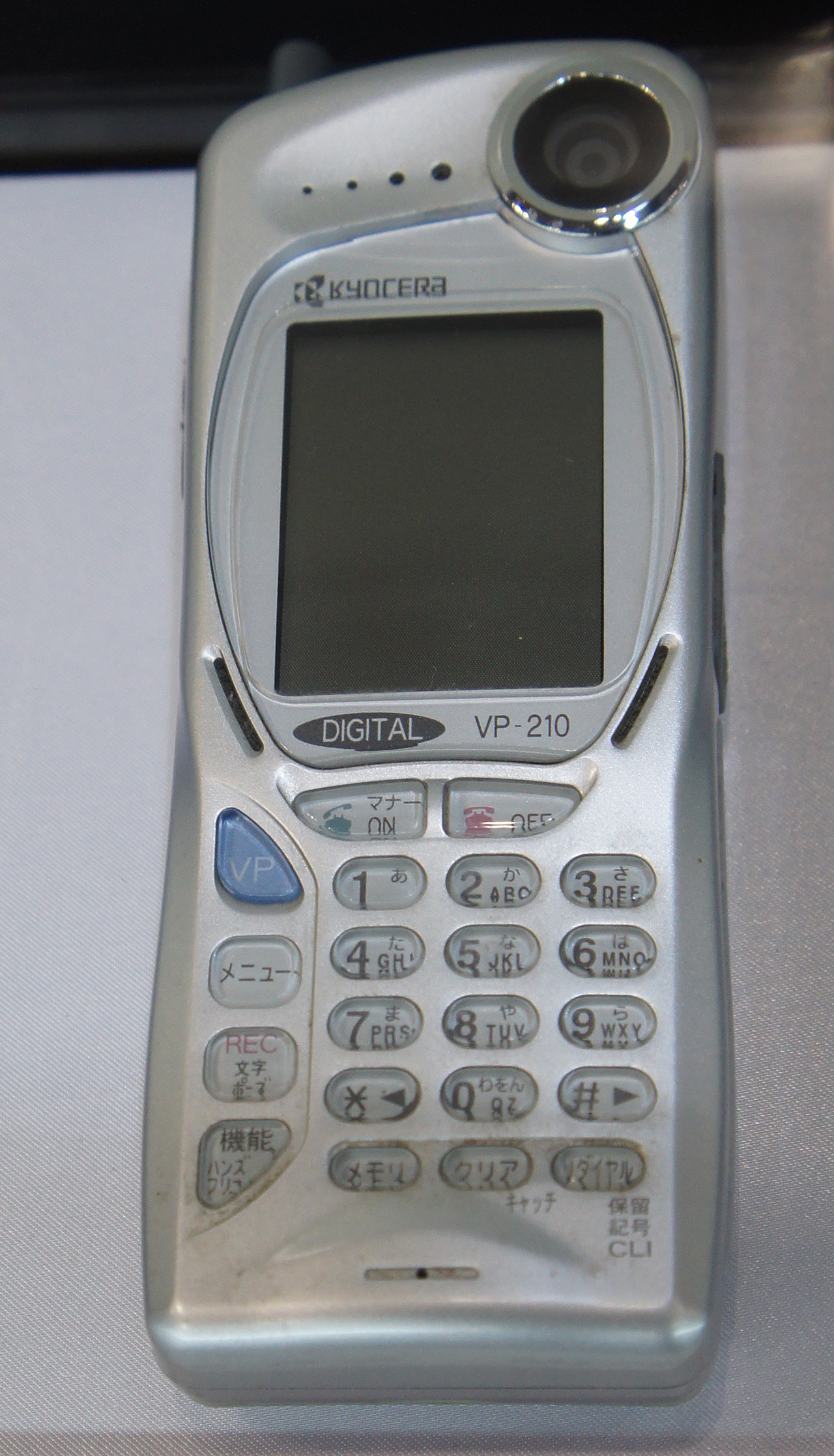
Kyocera VP-210. Bild på världens första kamera-mobil

Kyocera VP-210 Visual Phone var världens första kamera-mobil någonsin på 0,1 megapixel. Det hade dock funnits en tidigare 1997, då en vanlig användare duktig på teknik hackade sin mobilenhet och byggde själv in en kamera i den och fotade sin dotter den 11 juni 1997. Det är den första bilden någonsin tagen från en mobiltelefon.
Den släpptes av Kyocera i maj år 1999 i Japan. Den andra kameramobilen kom att heta J-SH04.
I bland annat Sverige uppmärksammades Kyocera VP-210. 
Med Kyocera VP-210 gick det skicka och ta emot e-post med bildbilagor. 
Kyocera VP-210 vägde 165 gram. Taltid på upp till två timmar och standbytiden på upp till 200 timmar. Telefonen kunde lagra 20 bilder i minnet, och 200 namn i telefonboken.